# 徐培基
徐培基（1909年—1970年），字植生，号山左布衣。山东省潍坊市潍城区人。曾任历任潍坊市青年中学、潍坊师范教师，潍坊市政协委员、常务委员，潍坊市工艺美术研究所副所长。曾为人民大会堂山东厅作大幅画《大明湖》。